# Xavier Lloveras
Xavier Lloveras Brunet (Gerona, España, 22 de marzo de 2000) es un piloto de automovilismo español. En 2022 compitió en la European Le Mans Series y en la Asian Le Mans Series. En 2023 consiguió proclamarse campeón de la Asian Le Mans Series en categoría LMP3 al imponerse en la cita final del campeonato.

## Trayectoria

### Karting y fórmulas

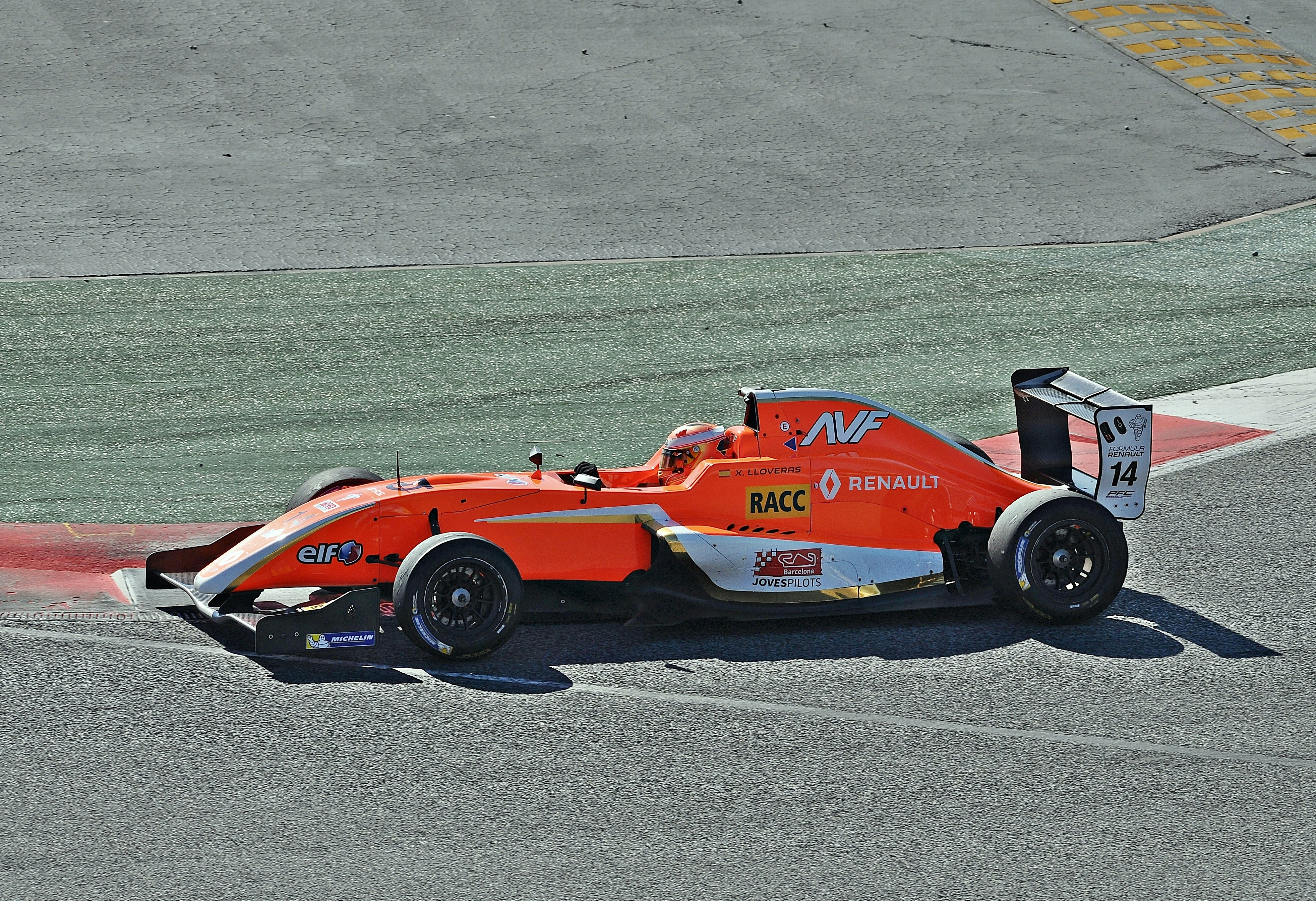
Lloveras en la F.R. 2.0 en Montmeló (2016)

Lloveras se inició en el karting en Cataluña durante su infancia, disputó los años 2010 y 2011 en Italia y en 2012 volvió al campeonato de España donde quedó tercero en Cartaya y segundo en Recas en la categoría Cadete. En 2013 y 2014 disputa pruebas sueltas internacionales, inscribiéndose el segundo año en el Trofeo Karting Academy de la FIA, donde consigue un segundo podio en Sarno. En 2015 repite en la Academy donde logra terminar segundo del campeonato, quedando por detrás de Marta García López, logrando una victoria en Le Mans.
En 2016 se une a MP Motorsport para disputar en paralelo las dos temporadas del Campeonato de España de F4 y la SMP Fórmula 4, entre ambos campeonatos solo logra una victoria debido al dominio de Richard Verschoor en ambos campeonatos, pero consigue 23 podios. A final de temporada participa en la última ronda de la Eurofórmula Open con Teo Martín Motorsport. En 2017 Repite en la SMP Fórmula con el FA Racing, logrando una victoria y tres podios para terminar sexto el campeonato. En esta temporada también empieza una serie de tres años en la Eurocopa de Fórmula Renault, corriendo los dos primeras para AVF y el tercer año con el GRS Team. Sus resultados no destacaron y fue vigesimoctavo, vigesimonoveno y decimosexto en la clasificación final respectivamente.

### GTs

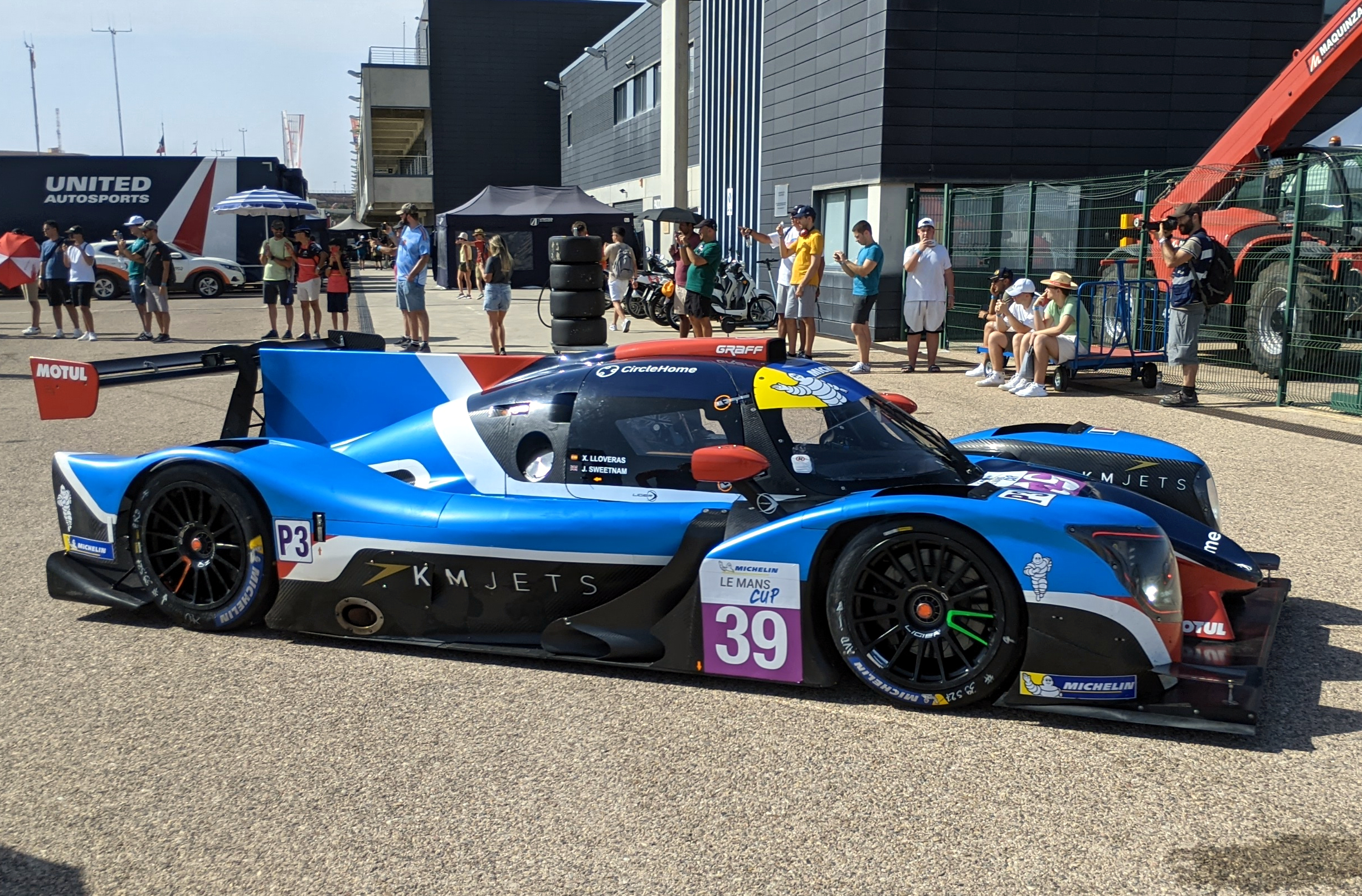
LMP3 de Xavier Lloveras en la ronda de Motorland Aragón 2023 de la Le Mans Cup

Tras un primer contacto con los GT en 2018 en las 24 Horas de Barcelona y en el campeonato francés de GT, en 2020 y 2021 disputa el Campeonato Europeo de GT4 en un Mercedes-AMG GT4 de Nil Montserrat y con Lluc Ibáñez como compañero. Logra proclamarse subcampeón con 4 victorias el primer año, y cuarto con una el segundo. 
En 2022 da un salto a los LMP3, disputando la European Le Mans Series con Eurointernational, y la Asian Le Mans Series con G-Drive. En 2023 repite en la categoría asiática donde logra campeonar con sus compañeros franceses François Heriau y Fabrice Rossello, habiendo empatado a puntos con uno de los MV2S Racing, pero ganándoles por tener un segundo puesto más que ellos. Durante el resto del año Xavier participó en la Copa de Prototipos Alemana, quedando séptimo con una victoria y tres podios, y en la ronda del Motorland Aragón de la Le Mans Cup.

## Resumen de carrera
| Temporada | Categoría                      | Equipo                      | Carreras | Victorias | Poles | VR | Podios | Pts.     | Pos.     |
| --------- | ------------------------------ | --------------------------- | -------- | --------- | ----- | -- | ------ | -------- | -------- |
| 2016      | Campeonato de España de F4     | MP Motorsport               | 20       | 1         | 0     | 0  | 9      | 197      | 4.º      |
| 2016      | SMP Fórmula 4                  | MP Motorsport               | 20       | 0         | 0     | 1  | 12     | 80       | 10.º     |
| 2016      | Eurofórmula Open               | Teo Martín Motorsport       | 2        | 0         | 0     | 0  | 0      | invitado | invitado |
| 2017      | Eurocopa de Fórmula Renault    | AVF by Adrián Vallés        | 10       | 0         | 0     | 0  | 0      | 0        | 28.º     |
| 2017      | Campeonato de España de F4     | FA Racing                   | 3        | 0         | 0     | 1  | 0      | 10       | 15.º     |
| 2017      | SMP Fórmula 4                  | FA Racing                   | 15       | 1         | 0     | 3  | 3      | 156      | 6.º      |
| 2018      | Eurocopa de Fórmula Renault    | AVF by Adrián Vallés        | 12       | 0         | 0     | 0  | 0      | 0        | 29.º     |
| 2018      | Campeonato FFSA GT - Pro-Am    | NM Racing Team              | 2        | 0         | 1     | 0  | 0      | 0        | NC†      |
| 2018      | 24 Horas de Barcelona          | NM Racing Team              |          |           |       |    |        |          | 14.º     |
| 2019      | Eurocopa de Fórmula Renault    | GRS                         | 20       | 0         | 0     | 0  | 0      | 24       | 16.º     |
| 2020      | Campeonato Europeo de GT4      | NM Racing Team              | 12       | 4         | 2     | 1  | 5      | 163      | 2.º      |
| 2021      | Campeonato Europeo de GT4      | NM Racing Team              | 12       | 1         | 0     | 0  | 3      | 97       | 4.º      |
| 2022      | European Le Mans Series - LMP3 | Eurointernational           | 6        | 0         | 0     | 0  | 2      | 25       | 15.º     |
| 2022      | Asian Le Mans Series - LMP3    | G-Drive Racing              | 4        | 1         | 0     | 2  | 2      | 48       | 5.º      |
| 2023      | Asian Le Mans Series - LMP3    | Graff Racing                | 4        | 1         | 0     | 0  | 3      | 73       | 1.º      |
| 2023      | Copa de Prototipos Alemana     | Van Ommen Racing by DataLab | 6        | 1         | 1     | 1  | 3      | 106      | 7.º      |
| 2023      | Le Mans Cup - LMP3             | Graff Racing                | 1        | 0         | 0     | 0  | 0      | -        | -        |
| Fuente:   |                                |                             |          |           |       |    |        |          |          |

## Resultados

### GT4 European Series
| Año  | Escudería      | Coche            | Clase  | 1         | 2       | 3     | 4        | 5        | 6        | 7       | 8        | 9        | 10      | 11       | 12       | Pos | Pts |
| ---- | -------------- | ---------------- | ------ | --------- | ------- | ----- | -------- | -------- | -------- | ------- | -------- | -------- | ------- | -------- | -------- | --- | --- |
| 2020 | NM Racing Team | Mercedes-AMG GT4 | Silver | IMO 1 Ret | IMO 2 5 | MIS 1 | MIS 2 4  | NÜR 1    | NÜR 2 17 | ZAN 1 9 | ZAN 2 10 | SPA 1 11 | SPA 2 6 | LEC 1    | LEC 2 1  | 2.º | 163 |
| 2021 | NM Racing Team | Mercedes-AMG GT4 | Silver | MNZ 1 Ret | MNZ 2 6 | LEC 1 | LEC 2 36 | ZAN 1 11 | ZAN 2 4  | SPA 1 8 | SPA 2 9  | NÜR 1 10 | NÜR 2 6 | CAT 1 16 | CAT 2 11 | 4.º | 97  |